# Hiroyuki Endo
Pour les articles homonymes, voir Endo.
Hiroyuki Endo, né le 16 décembre 1986 à Kawaguchi, est un joueur japonais de badminton.

## Carrière
Hiroyuki Endo est médaillé de bronze en double messieurs avec Kenichi Hayakawa aux Championnats du monde de badminton 2015.
Aux Championnats d'Asie de badminton avec Kenichi Hayakawa, il est médaillé d'argent en double messieurs en 2012 et médaillé de bronze en double messieurs en 2013.